# Ctenotus youngsoni
Ctenotus youngsoni är en ödleart som beskrevs av  Storr 1975. Ctenotus youngsoni ingår i släktet Ctenotus och familjen skinkar. Inga underarter finns listade i Catalogue of Life.